# Liste der deutschen Botschafter im Sudan
Die Liste der deutschen Botschafter im Sudan enthält die Botschafter der Bundesrepublik Deutschland im Sudan. Sitz der Botschaft ist in Khartum.
Bis zur Unabhängigkeit des Sudans im Jahr 1956 existierte eine Verbindungsstelle, in der anschließenden Übergangsphase vor Eröffnung einer Botschaft bestand bis 1959 eine Gesandtschaft. Wegen des Krieges im Sudan seit April 2023 wurde die Botschaft Ende April 2023 vorübergehend geschlossen.
| Name                                                                                        | Amtszeit  | Anmerkungen |
| ------------------------------------------------------------------------------------------- | --------- | ----------- |
| Heinrich de Haas                                                                            | 1959–1963 |             |
| Oswald Freiherr von Richthofen                                                              | 1963–1965 |             |
| am 16. Mai 1965 Abbruch der diplomatischen Beziehungen, am 23. Dezember 1971 Wiederaufnahme |           |             |
| Michael Jovy                                                                                | 1972–1977 |             |
| Hans Hermann Kahle                                                                          | 1977–1980 |             |
| Franz von Mentzingen                                                                        | 1980–1984 |             |
| Roland Zimmermann                                                                           | 1984–1986 |             |
| Dieter Simon                                                                                | 1987–1990 |             |
| Thomas Trömel                                                                               | 1990–1993 |             |
| Peter Mende                                                                                 | 1993–1996 |             |
| Werner Daum                                                                                 | 1996–2000 |             |
| Matthias Meyer                                                                              | 2000–2003 |             |
| Hans-Günter Gnodtke                                                                         | 2003–2005 |             |
| Stephan Keller                                                                              | 2005–2008 |             |
| Rainer Eberle                                                                               | 2008–2011 |             |
| Rolf Welberts                                                                               | 2012–2016 |             |
| Ullrich Wilhelm Klöckner                                                                    | 2016–2020 |             |
| Thomas Terstegen                                                                            | 2020–2023 |             |
| David Schwake                                                                               | seit 2024 |             |